# Védenc
A védenc tágabb értelemben véve mindenki, akire valamilyen védelem, különösen az állami védelem kiterjed. Ebben az értelemben védencek azok az állampolgárok, akiket az állam külföldön képviseleti hatóságai révén védelemben részesít. Szűkebb értelemben azonban csak azokat az idegen állampolgárokat szokás védencnek mondani, akikre egy más állam védelme terjed ki. Ennek különböző okai lehetnek, pl. valamely helyen az adott országnak nincs konzulátusa, ezért ezen a helyen az állampolgárait kénytelenek vagyunk egy barátságos állam képviselőinek védelme alá helyezni. Hasonló eset fordulhat elő háborúban, amikor két állam közt a diplomáciai és konzuli érintkezés megszakad és egy barátságos állam vállalja el a képviselet nélkül idegen területen maradt honosok védelmét. Néha ezt a státuszt szerződésben előre biztosítják. A védencekhez lehet számítani a de facto alattvalókat.
A védenc szót ma főként az ügyvéd megbízója, ügyfele, azon személy megnevezésére használják, akinek érdekeit képviseli és védi (főképen büntetőügyben, mint vádlottat).